# Tüpfelfarne
Die Tüpfelfarne (Polypodium) sind eine Pflanzengattung in der Familie der Tüpfelfarngewächse (Polypodiaceae) innerhalb der Ordnung der Tüpfelfarnartigen (Polypodiales).

## Beschreibung
Die Tüpfelfarn-Arten sind ausdauernde krautige Pflanzen mit einem kriechenden Rhizom. Sterile und fertile Wedel sind annähernd gleich aussehend. Sie sind fiederteilig, die Fiedern sind ganzrandig oder gezähnt; sie sind kahl, haben keine Schuppen, die Adern enden frei.
Auf der Unterseite der Wedel befinden sich die Sori. Die Sori sind groß, rund und ohne Schleier.

## Systematik
Die Gattung Polypodium wurde 1753 durch Carl von Linné in: Species Plantarum, Tomus II, S. 1082 aufgestellt. Der Gattungsname Polypodium besteht aus den griechischen Wörtern poly für „viel“ und podion für „Füßchen“, er bezieht sich auf das kriechende Rhizom.
Es gibt je nach Autor etwa 200 Arten oder nur etwa 50, von denen vier in Europa vorkommen. In Mitteleuropa kommen drei Arten vor, die alle zur Artengruppe Polypodium vulgare agg. gehören:
- Säge-Tüpfelfarn[2] (Polypodium cambricum L.): Er ist in Makaronesien, Nordwestafrika, Europa und Vorderasien verbreitet. Zu dieser Art rechnet man auch die Unterart:
  - Polypodium cambricum subsp. macaronesicum (A.E.Bobrov) Fraser-Jenk. (Syn.: Polypodium macaronesicum Bobrov). Sie kommt auf den Azoren, den Kanaren, auf Madeira und in Südwestspanien vor.
- Gewöhnlicher Tüpfelfarn[2] (Polypodium vulgare L.): Er ist in Eurasien, Nordafrika und Nordamerika weitverbreitet.
- Mittlerer Tüpfelfarn[2] (Polypodium interjectum Shivas): Er kommt in Europa, in der Türkei sowie im Iran vor.

Außerdem treten in Europa auch folgende Hybriden auf:
- Mantons Tüpfelfarn (Polypodium ×mantoniae Rothm. & U.Schneid.) = Polypodium interjectum × Polypodium vulgare: Er ist pentapoid.[3] Er wurde in Deutschland nachgewiesen in Nordrhein-Westfalen, Rheinland-Pfalz, Sachsen, Thüringen und im Harz.[4]
- Polypodium ×rothmaleri Shivas = Polypodium cambricum × Polypodium interjectum: Ist tetraploid.[3]
- Polypodium ×font-queri Rothm. = Polypodium cambricum × Polypodium vulgare: Ist triploid.[3]

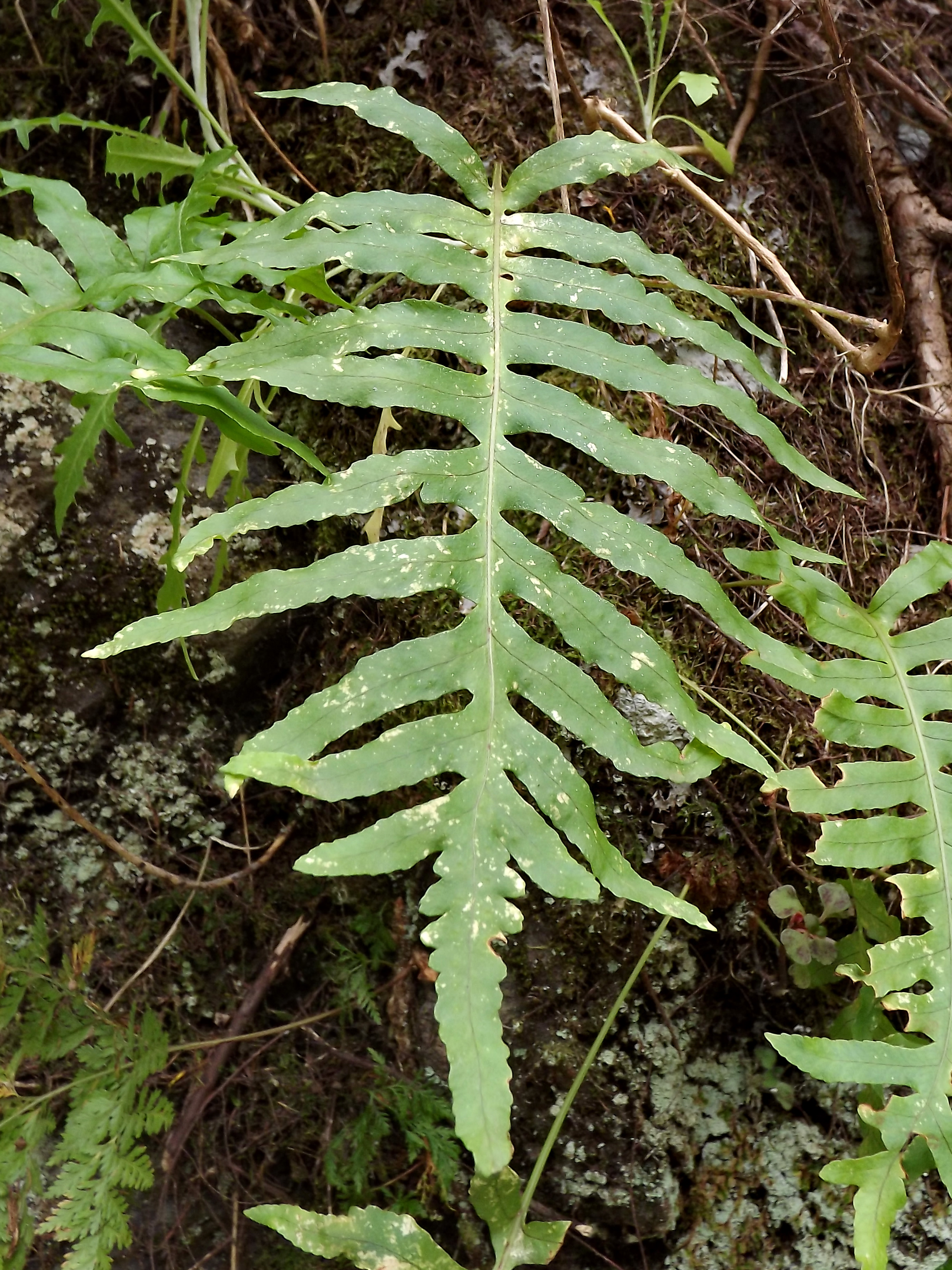
Polypodium cambricum subsp. macaronesicum

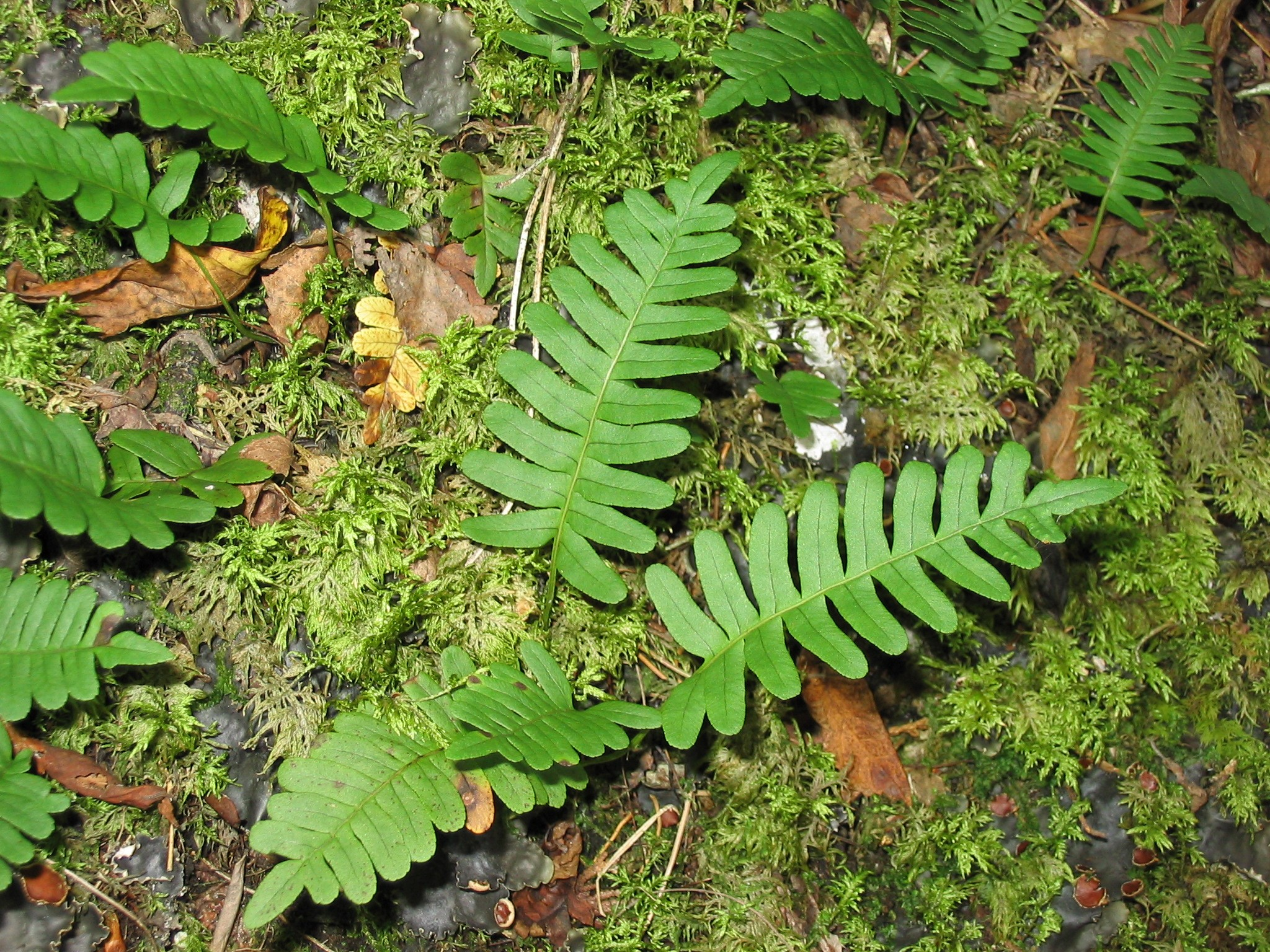
Polypodium virginianum

Weitere Arten außerhalb Europas sind (Auswahl):
- Polypodium abitaguae Hook.: Sie kommt in Ecuador vor.[1]
- Polypodium aequale Maxon: Sie kommt in den mexikanischen Bundesstaaten Chiapas sowie Guerrero, in Guatemala und Honduras vor.[1]
- Polypodium alavae A.R.Sm.: Sie kommt in den mexikanischen Bundesstaaten Chiapas, Hidalgo, Oaxaca sowie Veracruz und in Honduras vor.[1]
- Polypodium amorphum Suksdorf: Sie kommt im westlichen Nordamerika im südwestlichen British Columbia, Washington und nördlichen Oregon vor.[5][1]
- Polypodium appalachianum Haufler & Windham: Sie kommt in Kanada und im östlichen USA vor.[6][1]
- Polypodium californicum Kaulf.: Sie kommt von Kalifornien bis Mexiko vor.[6]
- Polypodium calirhiza S.A. Whitmore & A.R.Smith: Sie kommt in Oregon, Kalifornien und Mexiko vor.[5]
- Polypodium decurrens Raddi: Sie kommt auf Karibischen Inseln in Peru sowie Brasilien vor.
- Polypodium glycyrrhiza D.C.Eaton: Sie kommt in Kamtschatka, Alaska, Yukon, British Columbia, Washington, Oregon, Idaho und Kalifornien vor.[5]
- Polypodium hesperium Maxon, Heimat: USA, Kanada und Mexiko[6]
- Polypodium lycopodioides L.: Sie gedeiht in der Neotropis.
- Auferstehungsfarn (Polypodium polypodioides (L.) Watt): Sie kommt von USA über Mexiko sowie Zentral- bis Südamerika sowie in Südafrika vor.
- Polypodium saximontanum Windham: Sie kommt in Colorado, New Mexico, Wyoming und South Dakota vor.[5]
- Polypodium scouleri Hooker & Greville: Sie kommt in British Columbia, Washington, Oregon, Kalifornien und in Baja California vor.[5]
- Polypodium sibiricum Siplivinsky: Sie kommt in China, Japan, Korea, in der Mongolei, in Russland, Grönland und in Nordamerika vor.[7]
- Polypodium triseriale Swartz: Sie kommt in Florida, auf Karibischen Inseln und von Zentralamerika bis Bolivien und das südliche Brasilien vor.[5]
- Polypodium virginianum L.: Sie kommt in Alaska, Kanada und in den Vereinigten Staaten vor.[5][1]

## Trivialnamen
Der Trivialname Tüpfelfarne ist die namensgebende Gattung der Familie Tüpfelfarngewächse. Der deutschsprachige Name Tüpfelfarn bezieht sich auf das Sori-Muster, der Name „Engelsüß“ auf den süßen Geschmack.

## Bilder

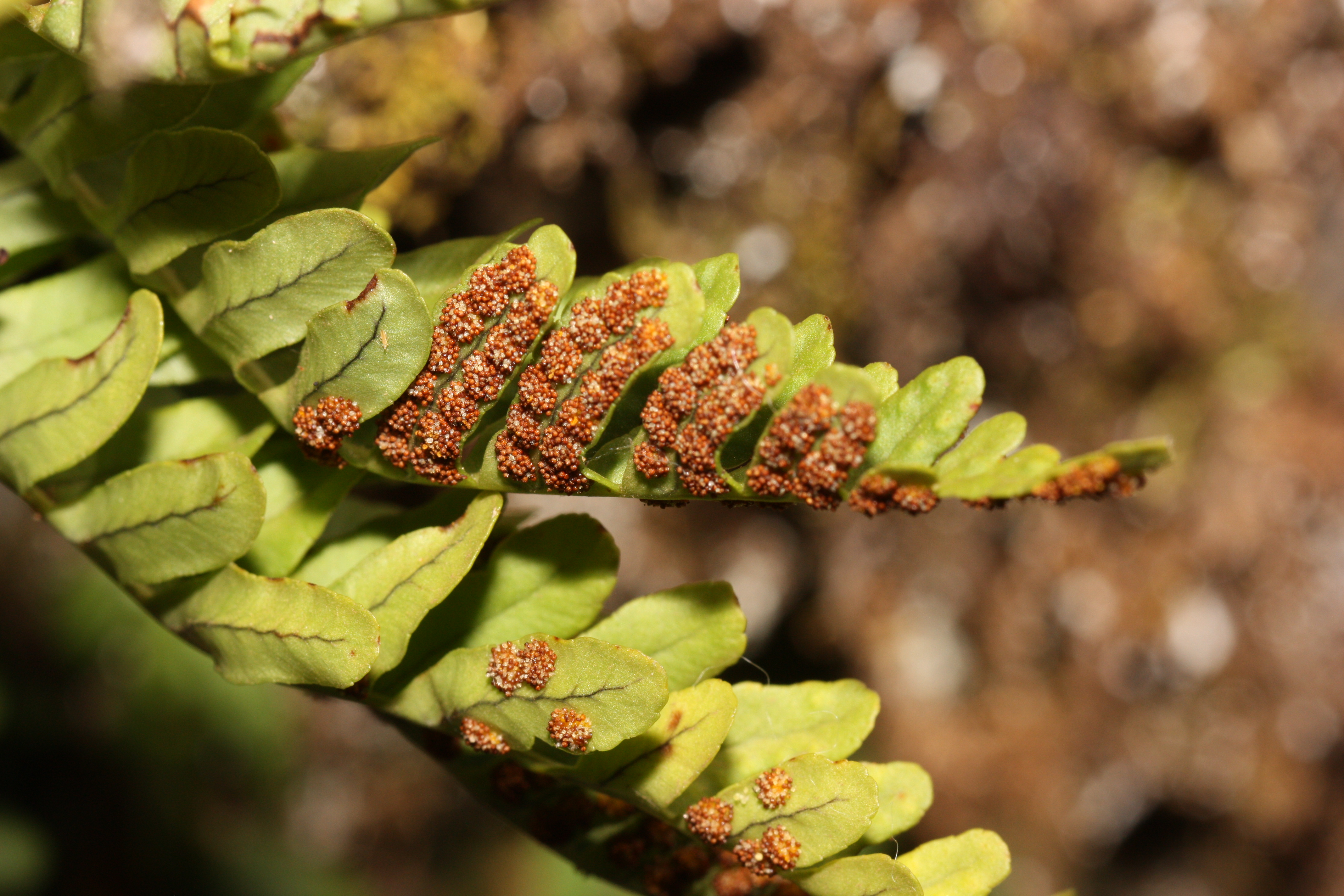
Polypodium amorphum
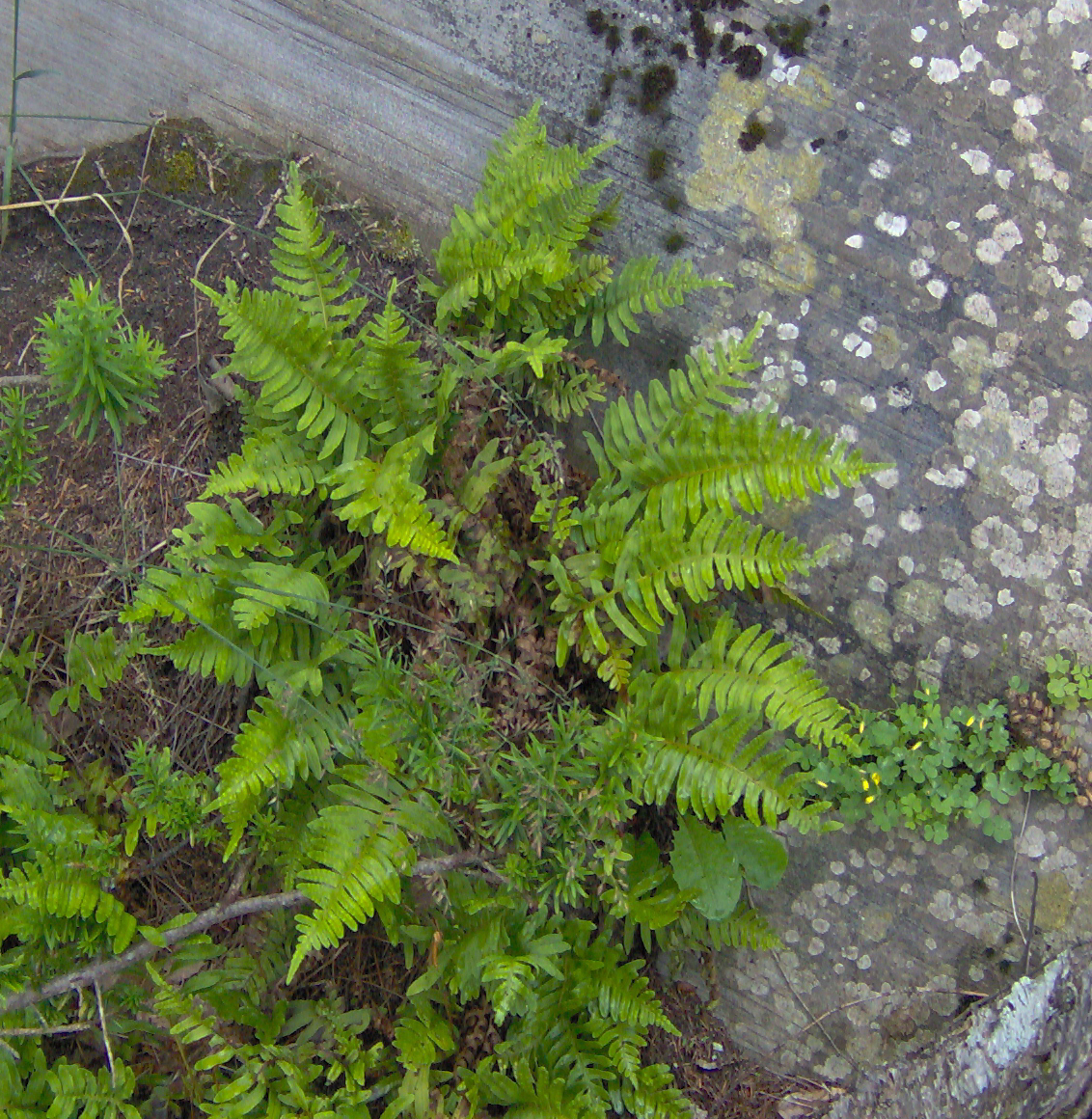
Polypodium appalachianum
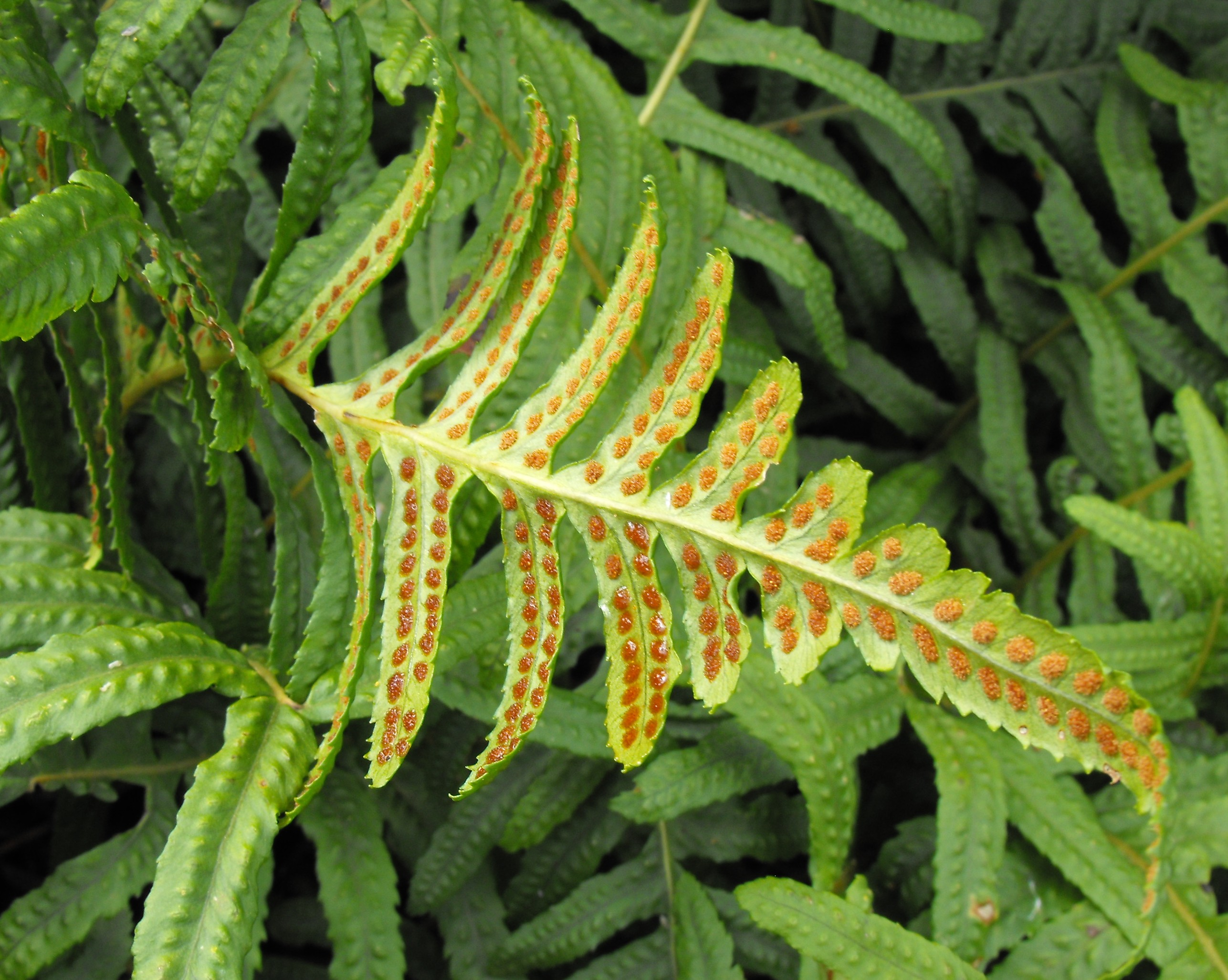
Polypodium californicum
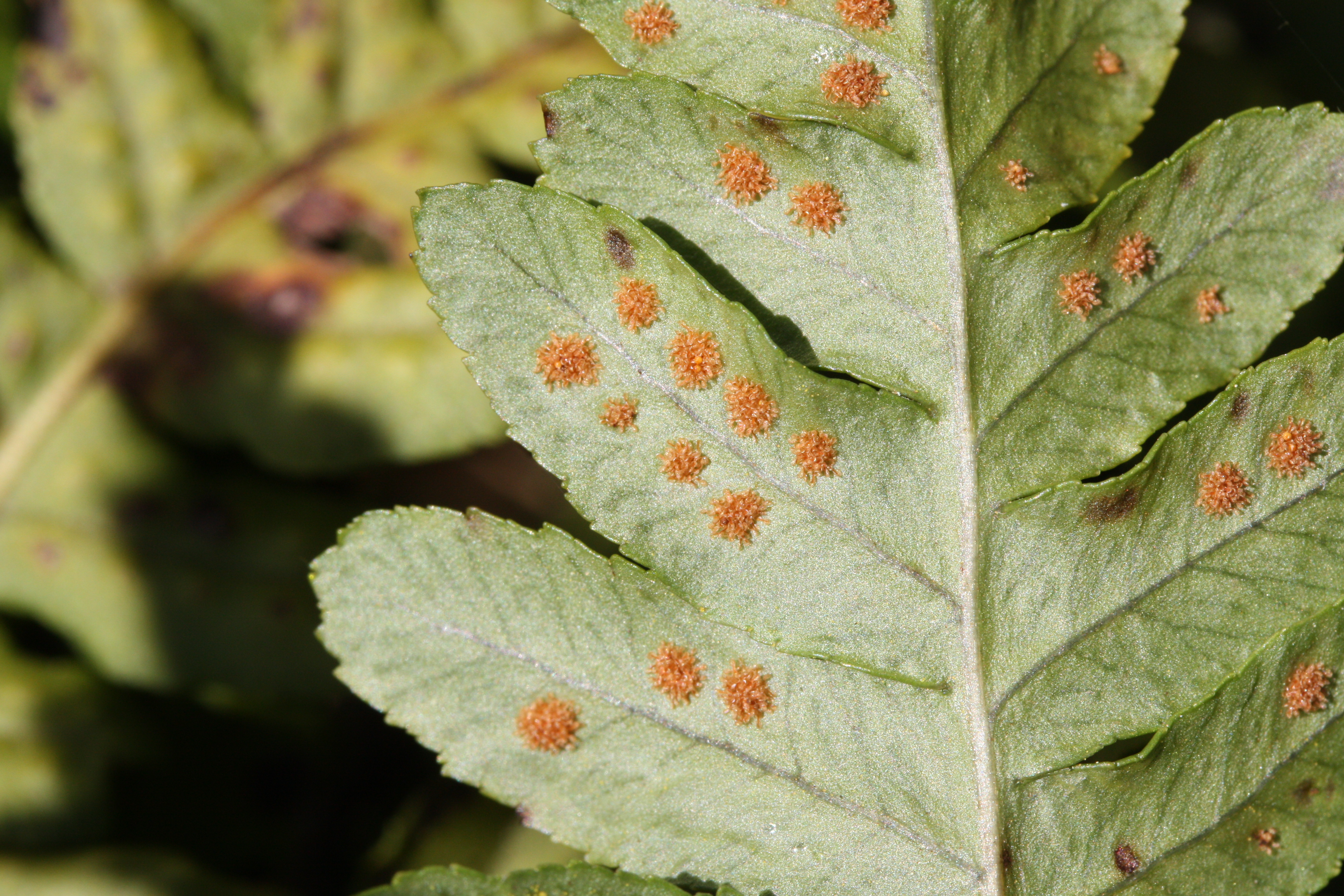
Polypodium hesperium